# Luis Guzmán-Barrón Sobrevilla
Luis Guzmán-Barrón Sobrevilla (* Huánuco, 21 de diciembre de 1939), Ingeniero y Profesor universitario del Perú. Exrector de la Pontificia Universidad Católica del Perú.

## Biografía
Cursó la educación primaria y secundaria en el Colegio Maristas de San Isidro, y la educación superior en la Pontificia Universidad Católica del Perú, donde culminó sus estudios en Ingeniería Civil.
En 1962, fue jefe de Práctica de Cálculo Infinitesimal en la Facultad de Ingeniería de la Pontificia Universidad Católica del Perú hasta 1966.
Luego fue invitado por el Ingeniero Ricardo Rey Polis para enseñar a tiempo completo en la Universidad Católica, desde ahí se dedicó a la docencia universitaria.
En la Pontificia Universidad Católica del Perú, ocupó cargos administrativos como miembro del Consejo de la Facultad de Ciencias e Ingeniería, Jefe de Departamento de Ingeniería (1979 - 1982), Director de Estudio, Director Universitario de Servicios Académicos, luego fue elegido como Decano de la Facultad de Ingeniería (1990-1994) y Vicerrector Académico(1994 - 2004).
El 6 de julio del 2004, es nombrado Rector de la Pontificia Universidad Católica del Perú.